# Карамурсел
Карамурсел (тур. Karamürsel) је град и седиште истоименог округа у вилајету Коџаели, Турска. Према попису из 2020. године било је 52.808 становника.
У Карамурселу живе Бошњаци, који према проценама чине скоро половину становништва. Први досељеници су били Капетановићи и Диздаревићи из Сарајева, Тузле и Мостара, затим  Сулејман Шекура и Мелко Бризина са породицама из Мостара и Требиња. Године 1880. досељено је 25, а наредне године 40-50 босанских породица. Према османском попису из 1881/82—1893. године у Карамурселској кази је било 11.023 Грка, 10.732 муслимана и 3.549 Јермена. Поред Бошњака, становништво Карамурсела чине Турци Манави, Лази, Грузини и Черкези.